# Razzie Awards 1988
La 9ª edizione dei Razzie Awards si è svolta il 29 marzo 1989 all'interno del The Hollywood Palace a Los Angeles, per premiare i peggiori film dell'anno 1988. Le candidature erano state annunciate alcuni mesi prima, il giorno prima delle candidature ai Premi Oscar 1989. Cocktail e Due palle in buca sono stati i maggiori vincitori nel 1988, con due premi ciascuno, incluso il peggior film per Cocktail.
I film più premiati dell'anno sono stati Cocktail, Due palle in buca e Il mio amico Mac, mentre i più candidati sono stati Rambo III e Don, un cavallo per amico, candidati a cinque premi, seguiti da Cocktail, Due palle in buca e Il mio amico Mac con quattro e Intrigo a Hollywood, Poliziotto in affitto, Cambio marito, Willow e Le nuove avventure di Pippi Calzelunghe con due candidature.

## Vincitori e candidati
Verranno di seguito indicati in grassetto i vincitori.
Ove ricorrente e disponibile, viene indicato il titolo in lingua italiana e quello in lingua originale tra parentesi.

### Peggior film
- Cocktail, regia di Roger Donaldson
- Due palle in buca (Caddyshack II), regia di Allan Arkush
- Don, un cavallo per amico (Hot to Trot), regia di Michael Dinner
- Il mio amico Mac (Mac and Me), regia di Stewart Raffill
- Rambo III, regia di Peter MacDonald

### Peggior attore
- Sylvester Stallone - Rambo III
- Jackie Mason - Due palle in buca (Caddyshack II)
- Tom Cruise - Cocktail
- Bob Goldthwait - Don, un cavallo per amico (Hot to Trot)
- Burt Reynolds - Poliziotto in affitto (Rent-a-Cop), Cambio marito (Switching Channels)

### Peggior attrice
- Liza Minnelli - Arturo 2: On the Rocks (Arthur 2: On the Rocks), Poliziotto in affitto (Rent-a-Cop)
- Rebecca De Mornay - E Dio creò la donna (And God Created Woman)
- Whoopi Goldberg - The Telephone
- Cassandra Peterson - Una strega chiamata Elvira (Elvira, Mistress of the Dark)
- Vanity - Action Jackson

### Peggior attore non protagonista
- Dan Aykroyd - Due palle in buca (Caddyshack II)
- Billy Barty - Willow
- Richard Crenna - Rambo III
- Harvey Keitel - L'ultima tentazione di Cristo (The Last Temptation of Christ)
- Christopher Reeve - Cambio marito (Switching Channels)

### Peggior attrice non protagonista
- Kristy McNichol - Congiunzione di due lune (Two Moon Junction)
- Eileen Brennan - Le nuove avventure di Pippi Calzelunghe (The New Adventures of Pippi Longstocking)
- Daryl Hannah - High Spirits - Fantasmi da legare (High Spirits)
- Mariel Hemingway - Intrigo a Hollywood (Sunset)
- Zelda Rubinstein - Poltergeist III - Ci risiamo (Poltergeist III)

### Peggior regista
- Blake Edwards - Intrigo a Hollywood (Sunset)
- Stewart Raffill - Il mio amico Mac (Mac and Me)
- William Tannen - Un eroe per il terrore (Hero and the terror)
- Roger Donaldson - Cocktail
- Peter MacDonald - Rambo III

### Peggior sceneggiatura
- Cocktail, sceneggiato da Heywood Gould, basato su un suo libro
- Don, un cavallo per amico (Hot to Trot), sceneggiato da Steven Neigher & Hugo Gilbert e Charlie Peters, scritto da Steven Neigher & Hugo Gilbert
- Il mio amico Mac (Mac and Me), scritto da Stewart Raffill e Steve Feke
- Rambo III, scritto da Sylvester Stallone e Sheldon Lettich, basato su un personaggio creato da David Morrell
- Willow, sceneggiato da Bob Dolman, scritto da George Lucas

### Peggior esordiente
- Ronald McDonald - Il mio amico Mac (Mac and Me)
- Don (Il cavallo parlante) - Don, un cavallo per amico (Hot to Trot)
- Tami Erin - Le nuove avventure di Pippi Calzelunghe (The New Adventures of Pippi Longstocking)
- Robi Rosa - Salsa
- Jean-Claude Van Damme - Senza esclusione di colpi (Bloodsport)

### Peggior canzone originale
- Jack Fresh, musica e testo di Full Force  -  Due palle in buca (Caddyshack II)
- Skintight, musica e testo di Ted Nugent -  La grande promessa (Johnny Be Good)
- Therapist, musica e testo di Vigil - Nightmare IV: Il non risveglio (A Nightmare on Elm Street 4: The Dream Master)

## Statistiche vittorie/candidature
Premi vinti/candidature:
- 2/4 - Cocktail
- 2/4 - Due palle in buca (Caddyshack II)
- 2/4 - Il mio amico Mac (Mac and Me)
- 1/5 - Rambo III
- 1/2 - Intrigo a Hollywood (Sunset)
- 1/2 - Poliziotto in affitto (Rent-a-Cop)
- 1/1 - Arturo 2: On the Rocks (Arthur 2: On the Rocks)
- 1/1 - Congiunzione di due lune (Two Moon Junction)
- 0/5 - Don, un cavallo per amico (Hot to Trot)
- 0/2 - Cambio marito (Switching Channels)
- 0/2 - Willow
- 0/2 - Le nuove avventure di Pippi Calzelunghe (The New Adventures of Pippi Longstocking)
- 0/1 - E Dio creò la donna (And God Created Woman)
- 0/1 - The Telephone
- 0/1 - Una strega chiamata Elvira (Elvira, Mistress of the Dark)
- 0/1 - Action Jackson
- 0/1 - L'ultima tentazione di Cristo (The Last Temptation of Christ)
- 0/1 - High Spirits - Fantasmi da legare (High Spirits)
- 0/1 - Poltergeist III - Ci risiamo (Poltergeist III)
- 0/1 - Salsa
- 0/1 - Senza esclusione di colpi (Bloodsport)
- 0/1 - La grande promessa (Johnny Be Good)
- 0/1 - Nightmare IV: Il non risveglio (A Nightmare on Elm Street 4: The Dream Master)